# 마이 블러디 밸런타인
마이 블러디 밸런타인(My Bloody Valentine)은 1983년 아일랜드 더블린에서 결성된 얼터너티브 록 밴드이다. 멤버는 1987년 창립 멤버 케빈 실즈(Kevin Shields), 콜름 오시오소익(Colm Ó Cíosóig)과 그 후에 추가된 빌린다 부처(Bilinda Butcher), 데비 구지(Debbie Googe)로 구성되어 있다.
마이 블러디 밸런타인이 사용한 사운드 왜곡(Audio distortion), 포르타멘토(Portamento), 리버브(Reverberation)는 이들의 음악이 진화하면서 결과적으로 슈게이징이라고 알려지게 되는 새로운 음악을 창조했다. 밴드의 가장 성공적인 앨범인 1991년 앨범 Loveless는 비평가들로부터 수많은 찬사를 받았다. Loveless 이후로 마이 블러디 밸런타인은 무활동 상태가 되었으나, 2007년 중반에 실즈는 밴드가 다시 재결합했음을 대중에게 알렸으며, 2013년 새로운 앨범 m b v가 발매되었다.

## 역사

### 초기 활동 (1978-1985)
케빈 실즈(Kevin Shields)와 콜름 오시오소익(Colm Ó Cíosóig)은 그들의 십 대 시절인 1978년 후반 더블린에서 처음으로 만났다. 이들은 하룻밤 만에 친구가 되었으며 이후 1980년에 기타리스트 리암 오마온라이(Liam Ó Maonlaí)와 보컬리스트 데이브 콘웨이(Dave Conway)로 이루어진 지역 펑크 록 밴드 콤플렉스(The Complex)에 함께 들어갔다. 실즈는 이 밴드가 "가죽 자켓을 입는 멋진 사람들과는 반대인 너드들과 이상한 놈들이 하는 전형적인 것"이었으며 "우리는 리허설부터 시작했는데, 매주 일요일마다 하는 그런 일이었다."고 회상했다.
1983년 초기, 오마온라이는 밴드 콤플렉스에서 탈퇴하고 핫하우스 플라워스(Hothouse Flowers)라는 밴드에 들어간다. 오마온라이가 떠나자 나머지 세 명의 멤버는 새로운 밴드를 다시 결성하기로 한다. 콘웨이는 버닝 피칵스(Burning Peacocks)와 마이 블러디 밸런타인(My Bloody Valentine)을 포함한 여러 가지 밴드 이름을 제안했는데, 결국 밴드의 이름은 마이 블러디 밸런타인으로 결정되었다. 콘웨이가 1981년 호러 영화 마이 블러디 밸런타인에서 그 이름을 따온 것인지에 대한 여부는 알려지지 않았다.
이 새로운 밴드는 데모 테이프를 녹음하기도 했으나, 얼마 후 아이버스가 밴드를 떠나고 콘웨이의 연인인 티나 더킨(Tina Durkin)이 키보드 연주자로 밴드에 가입한다. 이 무렵에 실즈는 더블린의 포스트 펑크 밴드 버진 프룬스(Virgin Prunes)의 멤버 가빈 프라이데이(Gavin Friday)와 접촉하여 조언을 구했다. 프라이데이는 '더블린에서 나오라'고 조언하며, 밴드에 네덜란드 틸뷔르흐에 있는 무대에 설수있도록 접촉을 주선해주었다. 밴드는 그 무대에서 공연하였으며, 그 후, R.E.M.의 오프닝을 맡기 위해 네덜란드로 거점을 옮겨 9개월간 그곳에서 살았다. 하지만 밴드에 주어진 기회의 부족과 서류상의 문제 때문에, 1984년 후반 밴드는 다시 동독의 동베를린으로 다시 거점을 옮겼다. 그곳에서 데뷔 미니 앨범 This Is Your Bloody Valentine을 녹음했다. 하지만 앨범은 많은 관심을 받는 데 실패하였으며 다시 밴드는 임시로 네덜란드로 돌아갔다. 이후, 1985년, 밴드는 런던으로 거점을 옮긴다.

### 런던에서의 정착 (1986-1987)
이 무렵, 콘웨이의 애인인 티나가 자신의 실력에 대해 회의감을 느껴 밴드를 그만두었다. 밴드는 새로운 정규 베이시스트 멤버를 구하기로 한다. 그러던 중, 데비 구지(Debbie Googe)의 전화번호를 얻게 되어 밴드는 그녀를 오디션에 초대하였고, 결국 데비 구지가 밴드에 합류하게 되었다.
초기 멤버 구성에서 콘웨이는 메인 작곡가였다. 실즈는 이 시절에 대해 "노래마다 그는 약 3 페이지가량의 가사를 썼었고 주로 나와 콜름은 그중에서 마음에 드는 부분을 집고는 했다. 그러면 데이브는 그걸 노래하곤 했다."고 회상했다.
이 시점에서, 밴드는 살렘(Salem) 스튜디오에서 리허설 했다. 이것은 음반 레이블 피버(Fever)와 연결되게 해주었다. 밴드의 연주를 우연히 듣게 되어 밴드에 감명받은 피버는 밴드의 EP 앨범을 발매해주기로 한다. 이 때문에, 구지는 직장을 그만두고 이후 밴드에 전념한다. EP Geek이 1986년 4월에 발매되었으며, 밴드는 곧 런던 순회공연을 한다. 하지만 음반은 밴드가 희망했던 것처럼 큰 성공을 거두지는 못했다. 밴드가 부진하자, 실즈는 그 당시 자신의 부모가 살고 있었던 뉴욕으로 갈지 심각하게 고민하였다.
그러던 중, 크리에이션 레코드의 직원 조 포스터(Joe Foster)는 그의 레이블 칼레이도스코프 레코드(Kaleidoscope Records)를 설립하여 밴드에 자신의 레이블에서 녹음할 것을 권유하였다. 그 결과로 1986년 10월에 EP  The New Record by My Bloody Valentine가 발매되었다. 이 시절에 밴드는 런던 외곽에 있는 구역까지 라이브 공연에 나섰으며, 작은 규모의 팬층을 만들어내었다.
밴드의 다음 음반은 1987년 3월 발매된 EP Sunny Sundae Smile으로 그들의 전 매니저인 웨인 모리스(Wayne Morris)가 만든 레이지 레코드(Lazy Records)에 의해 만들어졌다. 밴드는 몇 달간 런던에서 공연하였으며 소프 드래곤스(Soup Dragons)의 서포트 자리를 맡는 데 성공하였다. 소프 드래곤스와의 공연 중에, 콘웨이는 음악에 환멸을 느끼게 되었다며 밴드를 떠날 것이라고 공표한다. 콘웨이는 밴드를 탈퇴한 후 작가로서의 삶을 살기 시작한다.

### 콘웨이의 탈퇴와 부처의 합류 (1987-1988)

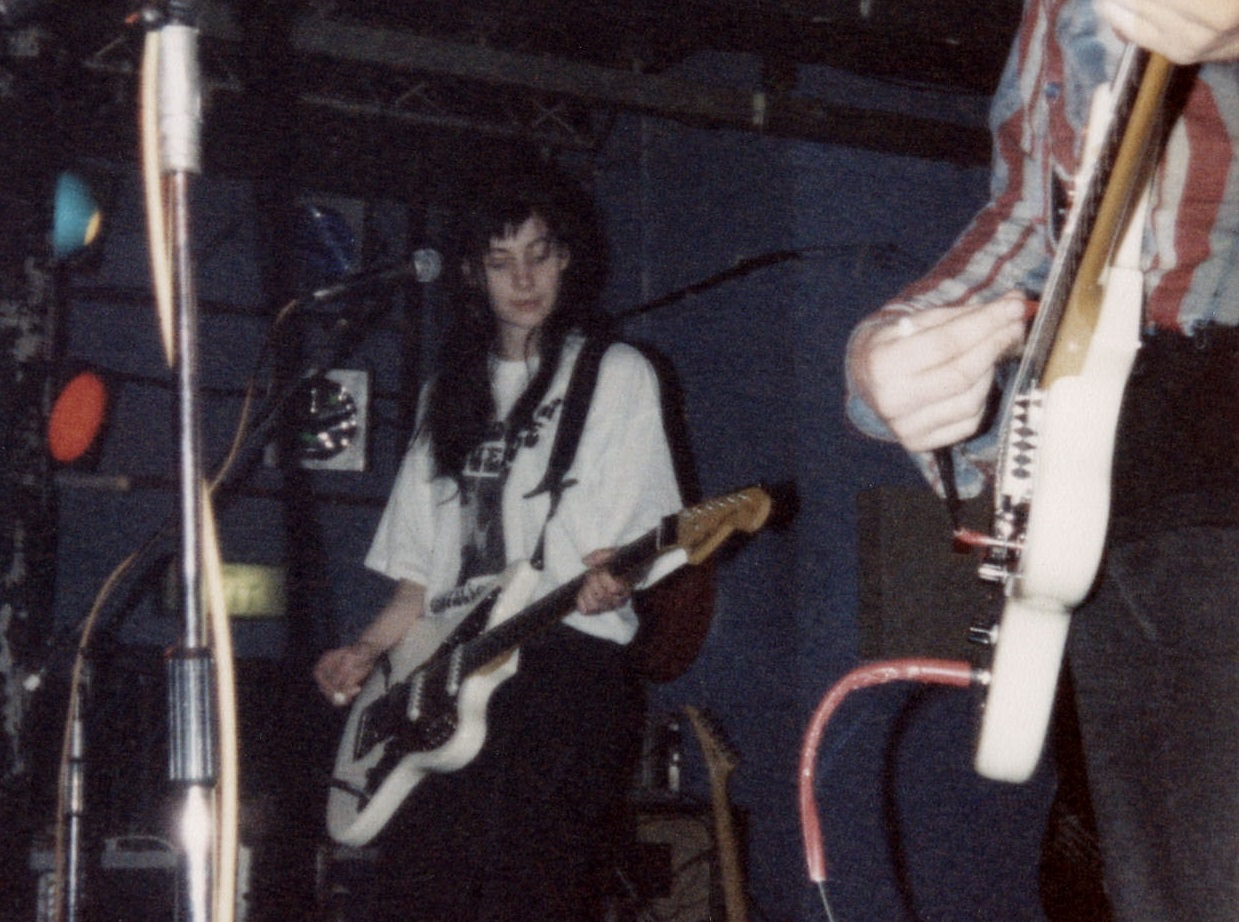
공연 중인 부처 (1989년).

콘웨이가 떠나자 당장 밴드에는 보컬리스트가 없는 상태가 되어버린다. 이에 밴드는 보컬을 구하기 위해 음악 잡지에 광고를 내기도 했는데, 이 과정은 매우 고통스러웠던 것으로 드러났다. 이에 대해서 실즈는 "아주 불안한 과정이었고, 스미스의 멜로디를 좋아했기 때문에 스미스를 언급하는 실수를 저질렀다. 모든 것이 끔찍하고 고통스러웠다."고 회상했다.
밴드는 광고에 의존하기보다는 추천받은 인물들로 관심을 돌렸고, 두 명의 보컬리스트, 빌린다 부처(Bilinda Butcher)와 조 바이필드(Joe Byfield)를 함께 밴드에 두는 실험적인 시도를 했다. 얼마 안 되어서 바이필드는 밴드에 부적합하다는 것이 명확해졌다. 이때부터, 부처는 밴드의 메인 보컬을 맡고 실즈는 서브 보컬을 맡는다. 실즈는 부처에 대해서 "훌륭하게 들렸고 부처는 우리 노래들을 괜찮게 부를 수 있었다. 우리는 그저 그녀에게 어떻게 기타를 연주하면 되는지 보여주기만 하면 됐다."고 회상했다. 밴드의 초기에 실즈는 보컬을 맡는 것에 대해서 주저하는 것으로 보였지만, 1988년에 실즈는 "나는 언제나 리허설룸에서 노래했었고 멜로디들도 계속해서 만들어 왔다."라고 말했다. 새로운 멤버 라인업과 함께 밴드는 마이 블러디 밸런타인이라는 이름도 바꾸려고 했지만, 오시오소익은 이에 대해서 "우린 썩 괜찮은 이름을 생각해 낼 수가 없었다."고 회상했다.
레이지 레코드는 밴드에 앨범을 만들라는 압력을 계속 가했다. 밴드는 새로운 라인업을 안정시킬 시간이 필요하다는 이유로 반대했지만, 끝내 타협하여, 한 장의 EP와 뒤이어 미니 LP를 녹음하기로 한다. 1987년 11월에 3개의 트랙으로 구성된 EP Strawberry Wine이 그리고 뒤이어 12월에 미니 LP Ecstasy가 발매되었다. EP Strawberry Wine은 "확실히 먼저 출간된 두 앨범보다는 나은 것"이라는 평을 받았다. Ecstasy는 "중간에 반쯤 만들다가 돈에 쫓겨 만든 것처럼 보이는 그룹"을 내비쳐준다는 비판을 받았는데, 이는 정확한 밴드의 당시 상황이었다. 밴드는 레이지 레코드와 "레이블은 홍보만 하고, 밴드는 녹음에 드는 비용을 낸다."는 협상을 했고, 이에 따라 밴드는 스튜디오를 빌리느라 자체적으로 돈을 충당해야만 했다.

### 크리에이션 레코드 (1988-1991)
1988년 1월, 마이 블러디 밸런타인은 크리에이션 레코드의 사장 앨런 맥기(Alan McGee)가 멤버로 있는 비프 뱅 파우!(Biff Bang Pow!)와 공연하게 되었다. 밴드의 공연은 맥기에게 하여금 밴드가 미국 밴드 허스커 두에 필적하는 아일랜드 밴드라는 인상을 받게 만들었다. 무대가 끝난 후, 맥기는 밴드와 접촉했고, 밴드는 맥기의 레이블에서 싱글을 녹음하기로 한다. 일주일도 안 되어서, 마이 블러디 밸런타인은 영국 워섬스토(Walthamstow)에 있는 스튜디오에서 5개의 곡을 녹음했는데, 이 곡들은 EP You Made Me Realise로 발매된다. You Made Me Realise는 밴드가 처음으로 비평가들에게 크게 호평을 받은 음반이었다. 곧이어 밴드는 EP Feed Me with Your Kiss와 앨범 Isn't Anything(1988)을 녹음한다. 이들 앨범에서의 다중으로 입혀진 기타 사운드는 후에 영국 음악 잡지에 의해 슈게이징이라는 이름으로 분류되는 새로운 밴드들에 큰 영향을 미쳤다.

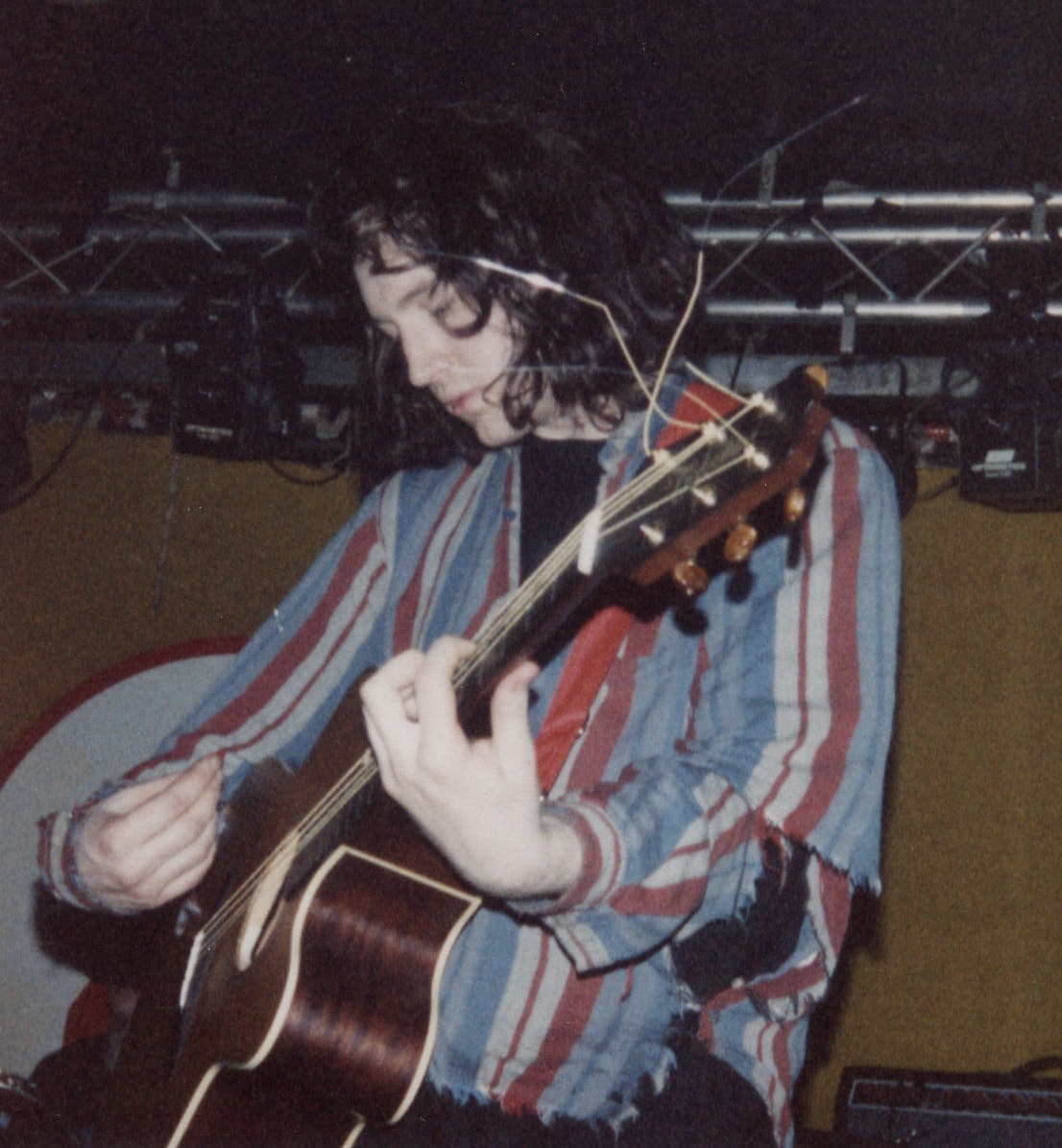
1989년의 실즈.

1989년 2월, 마이 블러디 밸런타인은 두 번째 스튜디오 앨범을 작업하기 시작했다. 크리에이션 레코드는 앨범이 "5일 안에" 녹음이 완료될 것이라 생각했었지만, "본격적인 작업에 들어가자 그렇게 될 것 같지 않았고, 그들은 기겁했다."고 실즈는 후에 회상했다. 작업은 일 년 동안 계속됐다. 작업이 계속 길어지자, 실즈와 맥기는 앨범의 발매 전에 먼저 EP를 내기로 한다. 그래서 1990년에 발매된 EP Glider가 녹음되었고, 곧이어 1990년 5월 EP Tremolo를 녹음했다. 1990년 여름에는 Glider의 홍보를 하기 위해 투어를 순방하느라 앨범의 작업을 멈춰야만 했다.
최종적으로 두 번째 앨범 Loveless의 작업을 완료하기까지는 2년이 걸렸다. 앨범을 만드는 과정에서 250,000파운드가 소요되어 크리에이션 레코드를 파산 직전까지 몰고 갔다는 소문과 다른 여러 가지 주장이 떠돌았지만, 실즈는 이를 부인했다. Loveless에 대한 평가는 거의 만장일치로 찬양 일색이었다. NME는 "인간을 신과 같은 존재로 승격시킨다는 생각이 얼마나 불경하게 받아들여질지는 몰라도, 마이 블러디 밸런타인, 그 결점과 모든 것은 당신의 존중을 받는 것만으로는 충분하지 않다."고 언명했다. 하지만, 앨범은 상업적으로 성공을 거두는 데는 실패했다. 영국 앨범 순위에서는 최고 24위를 거두는 데에 그쳤고, 사이어(Sire) 레코드에 의해 배포된 미국에서는 앨범 순위에 올라가지도 못했다. 앨범 발매 이후 얼마 안 되어, 맥기는 실즈와 함께 일하는 것을 더는 견딜 수 없다며, 크리에이션에서 마이 블러디 밸런타인을 퇴출시킨다.
리마스터된 Isn't Anything, Loveless 앨범과 1988년부터 1991년까지의 EP들의 컴필레이션 앨범이 2012년 5월에 발매되었다.

### 크리에이션 이후 (1992-2006)
1992년 10월, 마이 블러디 밸런타인은 250,000파운드로 아일랜드 레코드와 계약했다. 밴드는 스트레텀(Streatham)의 한 건물에 스튜디오를 제작하기 시작했고, 1993년 4월에 스튜디오가 완성되었다. 하지만 스튜디오에서 생긴 여러 문제와 또 그것들을 고치기 위한 과정은, 실즈의 말에 따르면, 밴드를 "반 정도 노심 용해 상태"로 만들어버렸다.
밴드는 이 기간 동안 음반 활동을 아주 조금밖에 하지 않았는데, 얼마 안 되는 그 작업은 제임스 본드의 주제곡을 커버해서 자선 앨범 We Have All the Time in the World에 참가한 것과, 헌정 앨범 Whore: Tribute to Wire를 위해 와이어의 "Map Ref. 41 Degrees N 93 Degrees W"를 커버한 것을 포함한다. 그들의 세 번째 앨범은 끝내 완성하지 못했다. 이후 실즈는 스스로 고립되어서, 그 자신의 말에 따르면, "미쳐"(crazy)버린다. 멤버들은 Loveless 이후의 무활동 상태 동안 각자 자신의 길을 갔다. 부처는 밴드 컬랩스트 렁(Collapsed Lung)의 1996년 싱글 "Board Game"에 보컬을 기여하였다. 구지는 런던에서 택시 운전기사로 일하는 것이 목격된 적이 있으며, 1996년에 슈퍼그룹 스노우포니(Snowpony)를 결성하였다. 오시오소익은 밴드 Hope Sandoval & the Warm Inventions에 가입하였다. 그리고 실즈는 요 라 탱고, 프라이멀 스크림(Primal Scream), 다이너소 쥬니어(Dinosaur Jr)와 함께 작업하였다.
이 시기에, 앨범이 녹음되고 출간까지 되었다는 소문들이 퍼졌다. 1999년에는 실즈가 아일랜드에서 60시간 동안 곡을 위해 작업했으며, 그중에 하나는 아마 드럼 앤 베이스의 정글 음악에 영향을 받은 것이라고 보도되었다. 후에, 실즈는 적어도 앨범 전체 하나 분량의 작업들이 버려젔었다고 인정하며, "앨범으로 쓸만한 반정도 끝난 것들을 만들었지만, 그냥 버려졌다. 하지만 버릴만한 가치가 있었다. 그것들은 죽은 것이었다. 속에 생기가 있는 그런 활기가 없었다."고 말했다. 또한 실즈는 마그넷 매거진에, "우리가 죽거나 하지 않는 한, 우리는 100퍼센트 또 다른 마이 블러디 밸런타인 음반을 만들 것이다."고 말하며, 밴드의 드문 음반 활동은 영감의 부족 탓이라고 밝혔다.

### 재결합 (2007-2011)
2007년, 실즈는 밴드가 재결합했으며, 1996년에 시작했던 새로운 음반 작업이 "3/4 정도 끝났다"고 공표했다. 그 해 8월, 밴드가 2008 Coachella Valley Music and Arts Festival에 공연하기 위해 협상하고 있고 월드 투어를 계획하고 있다는 소문이 인터넷에 떠돌았다. 하지만, 그 당시 케빈 실즈의 매니저, 비니타 조쉬(Vinita Joshi)는 "어떠한 확정된 공연 계획도 없다."고 밝혔다.
2007년 11월 15일, 마이 블러디 밸런타인은 다가오는 2008년 6월에 런던에서 라이브 공연이 있을 것이라고 밝혔다. 예정된 그 공연은, 런던 라운드하우스(Roundhouse)에서의 5일 연속 공연으로 확정되었다. 6월 13일과 14일, 밴드는 15년 만에 처음으로 대중에서 공연하게 되었고, 런던 ICA에서 있을 두 번의 공연을 제안하며 정식으로 콤백 순회공연을 시작하였다.

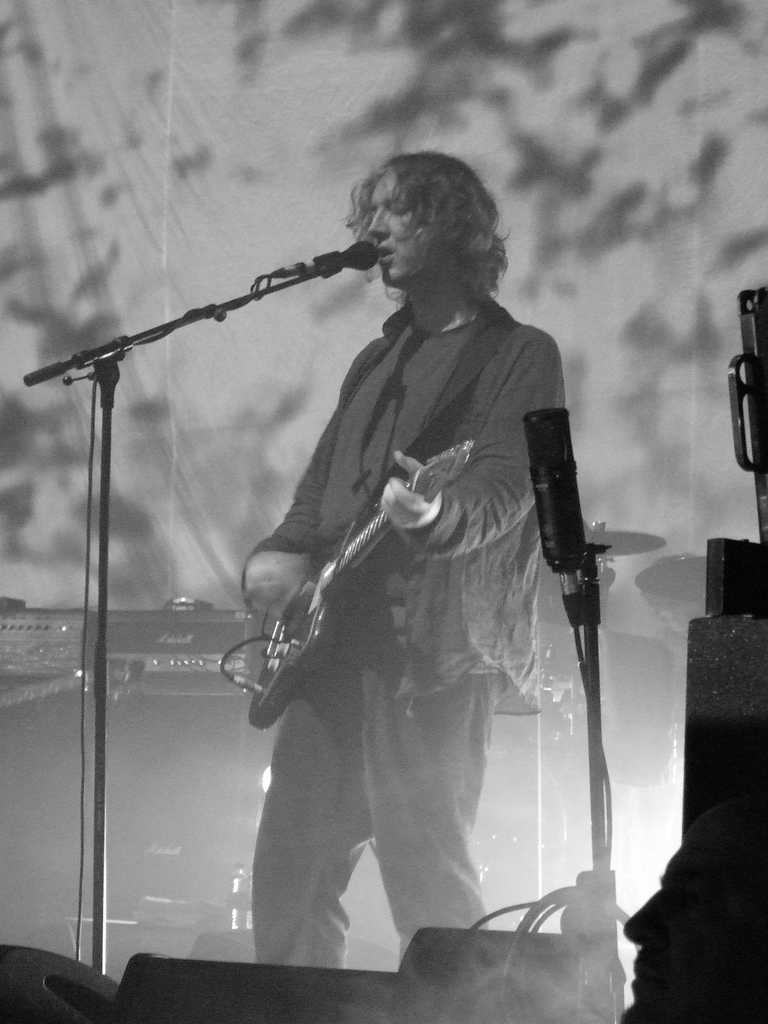
밴드와 공연중인 실즈 (2008년).

밴드는 계속해서 2008년의 여름과 가을에 있었던 페스티벌에서 공연하였다. 그중에는 로스킬레 축제 (덴마크, 7월 3-6일), 인터내시오날 데 베니카심(Internacional de Benicàssim) (스페인, 7월 17-20일), 후지 록 페스티벌 08 (일본, 7월 25-27일), Øyafestivalen (노르웨이 오슬로, 8월 5-8일), 일렉트릭 피크닉 페스티벌(The Electric Picnic Festival) (아일랜드, 8월 29-31일), 베스티벌 2008 (Bestival 2008) (영국 아일오브와이트, 9월 5-7일)이 포함된다. 9월 19-21일에 뉴욕 몬티셀로에서 있었던 올 투모로스 파티스(All Tomorrow's Parties) 페스티벌에서 마이 블러디 밸런타인은 직접 공연을 큐레이트하기도 하였다. 이어서, 밴드는 9월 말과 10월 초에 뉴욕, 시카고, 토론토, 덴버, 샌 프란시스코, LA, 오스틴에서 공연하였다.
올 투모로스 파티스 페스티벌에서 밴드가 등장한 후, 뉴욕타임즈는 "1996년과 1997년에 내가 했던 작업들이 생각했던 것보다 괜찮았다는 것을 깨달았다."는 실즈의 말을 인용하며, 실즈가 미완성된 앨범을 완성하려고 노력하고 있다고 보도하였다.
2009년 5월 25일, 밴드는 에인트호번의 Effenaar 클럽에서의 일부에게 제한된 작은 규모의 공연을 하였다. 이는 밴드가 이전 1984년 11월 24일에 그곳에서 했던 공연 이후 약 25년 만이었다.
마이 블러디 밸런타인은 2009년 12월에 있었던 올 투모로스 파티스 'Nightmare Before Christmas' 페스티벌을 큐레이트하였다. 하지만 노이즈와 관련된 사항 때문에 작은 무대에서 공연해야만 했다. 밴드는 페스티벌에 3일 연속으로 공연하였기 때문에, 모든 참석자는 최소한 한 번 이상은 밴드의 공연을 볼 수 있었다.

### "m b v" (2012-현재)
2012년 11월 실즈는 NME와의 인터뷰에서 세 번째 마이 블러디 밸런타인 앨범을 발매할 것이라는 계획을 밝혔다. 또한 2012년이 끝나기 전에 웹사이트에 앨범을 공개할 것이며, 앨범을 공개한 이후에는 피치포크 뮤직 페스티벌에서 라이브가 있을 것이라고 언급했다. 2012년 12월 24일에 밴드의 페이스북 페이지를 통해 앨범의 작업이 21일에 이미 끝났다는 소식이 알려졌다. 2013년 2월 3일 8시 58분에 새 앨범 "m b v"가 밴드의 공식 웹사이트에서 공개되었다. 앨범의 발간 때문에 공식 웹사이트가 얼마간 다운되었다.

## 구성원
현재 멤버
- 케빈 실즈(Kevin Shields) - 보컬, 기타, 샘플러 (1983–1997, 2007–현재)
- 빌린다 부처(Bilinda Butcher) - 보컬, 기타 (1987–1997, 2007–현재)
- 데비 구지(Debbie Googe) - 베이스 (1985–1995, 2007–현재)
- 콜름 오시오소익(Colm Ó Cíosóig) - 드럼, 샘플러 (1983–1995, 2007–현재)

이전 멤버
- 조 바이필드(Joe Byfield) – 보컬 (1987)
- 데이브 콘웨이(Dave Conway) – 보컬 (1983–1987)
- 티나 더킨(Tina Durkin) – 키보드 (1984–1985)
- 스티픈 아이버즈(Stephen Ivers) – 기타 (1983–1984)
- 폴 무르타그(Paul Murtagh) – 베이스 (1984)
- 마크 로스(Mark Ross) – 베이스 (1983)

## 음반 목록

### 스튜디오 앨범
1. Isn't Anything (1988)
2. Loveless (1991)
3. m b v (2013)

### 미니 앨범
1. This Is Your Bloody Valentine (1985)
2. Ecstasy (1987)

### 라이브 앨범
1. Man You Love to Hate – Live (1985)

### 컴필레이션 앨범
1. Ecstasy and Wine (1989)
2. EP's 1988–1991 (2012)

### EP
1. Geek! (1985)
2. The New Record by My Bloody Valentine (1986)
3. Sunny Sundae Smile (1987)
4. Strawberry Wine (1987)
5. You Made Me Realise (1988)
6. Glider (1990)
7. Tremolo (1991)

## 자료
- Brown, Nick. "My Bloody Valentine" Spiral Scratch, February 1991.
- Cavanagh, David. The Creation Records Story: My Magpie Eyes Are Hungry for the Prize. (London) Virgin Books, 2000. ISBN.
- DeRogatis, Jim. Turn On Your Mind: Four Decades of Great Psychedelic Rock. Milwaukee: Hal Leonard Corporation., 2003. ISBN.
- McGonigal, Mike. Loveless. New York: The Continuum International Publishing Group Inc., 2007. ISBN.
- O'Hagan, Sean. "Daydream believers". The Observer. 18 May 2008. Retrieved on 2 January 2010.